# Renata Chlumska
Renata Chlumska, född 9 december 1973 i Malmö, är en svensk äventyrare, bergsbestigare och föreläsare, bosatt i Jönköping. Chlumska blev 1999 första svenska och tjeckiska (hon har genom föräldrarnas ursprung även tjeckiskt medborgarskap) kvinna att bestiga Mount Everest. År 2003 blev hon utsedd av amerikanska Outside till en av världens främsta äventyrskvinnor. År 2007 blev hon tillsammans med Fredrik Sträng utsedd till Årets äventyrare.
Från juli 2005 till september 2006 genomförde Chlumska en utmaning som hon kallar Around America Adventure. Hon paddlade kajak och cyklade runt USA, de så kallade Lower 48 (USA:s 50 stater minus Alaska och Hawaii). Äventyret tog 439 dagar.
Chlumska var värd i Sveriges Radios Sommar den 7 augusti 2007. Chlumska föreläser också återkommande om sina äventyr. Av chefsnätverket Close har Chlumska tilldelats utmärkelsen Utmärkt talare! Hon är även nominerad till Årets Talare 2017 samt MySpeaker of the Year 2023.
Chlumska har som första svenska kvinna bestigit De sju topparna, enligt både Messners och Bass lista. Äventyret som tagit 15 år började i och med bestigningen av Asiens högsta berg, Mount Everest 1999. Den 15 december 2014 besteg Chlumska det 4892 meter höga Mount Vinson på Antarktis, vilket innebar att hon bestigit de högsta bergen på samtliga sju kontinenter. Övriga berg som ingår i de sju topparna är Aconcagua i Sydamerika, Denali i Nordamerika, Kilimanjaro i Afrika, Elbrus i Europa och Carstensz Pyramid i Oceanien.
Chlumska har även bokat biljett till Virgin Galactics kommersiella rymdresor och en biljett till ett annat rymdfärdsbolag. Biljetten med Virgin kostade 200 000 USD.
Hon var fästmö till Göran Kropp när han 2002 omkom i samband med en klippklättring.